# Список війн XII століття
|  | Службовий список статей, створений для координації робіт з розвитку теми. Це попередження не встановлюється на інформаційні списки і глосарії. |

Нижче наведений список війн, що йшли (або почалися/закінчилися) в XII столітті.

## 1100—1109
- Міжусобна війна на Русі (1097—1100)
- Хрестовий похід (1101)
- Норвезький хрестовий похід (1107—1110)
- Ратіборська битва (1108)
- Вроцлавська битва (1109)
- Гундсфельська битва (1109)

## 1110—1119
- Київське повстання (1113)
- Балеарський хрестовий похід (1113—1115)
- Повстання Скарбиміра (1117)

## 1120—1129
- Ніеклядська битва (1121)
- Облога Володимир-Волинського (1123)
- Вілічовська битва (1124)
- Війна між династією Сун та Цзінь (1125—1208)

## 1130—1139
- Епоха громадянських воєн в Норвегії (1130—1240)
- Битва на річці Шайо (1132)

- Анархія (Англія) (1135—1154)

## 1140—1149
- Галицьке повстання (1144)

- Київське повстання (1146)
- Міжусобна війна на Русі (1146—1154)
- Вендський хрестовий похід (1147)

- Другий хрестовий похід (1147—1149)
- Північні хрестові походи (1147—1242)

## 1150—1159
- Смута Хоґен (1156)
- Облога Володимира-Волинського (1156)

- Київське повстання (1157)
- Міжусобна війна на Русі (1158—1161)
- Смута Хейдзі (1159)

## 1160—1169
- Арабо-візантійські війни (629—1169)
- Норманське вторгнення до Ірландії (1169—1172)
- Розорення Києва (1169)

## 1170—1179
- Битва поблизу броду Якова (1179)

## 1180—1189
- Війна Мінамото і Тайра (1180—1185)
- Битва при Удзі (1180)
- Битва при Ісібасіяма (1180)
- Битва при Фудзікава (1180)
- Спалення Нари (1181)
- Битва при Суноматаґава (1181)
- Битва на перевалі Курікара (1183)
- Битва при Сінохара (1183)
- Битва при Мідзусіма (1183)
- Облога Ходзюдзі (1183)
- Битва при Удзі (1184)
- Битва при Авадзу (1184)
- Битва при Ітінотані (1184)
- Битва при Кодзіма (1185)
- Битва при Ясіма (1185)
- Битва при Данноура (1185)
- Повстання Асена і Петра (1185—1204)
- Галицьке повстання (1189)

- Третій хрестовий похід (1189—1192)

## 1190—1199
- Осада Ловеча (1190)
- Битва на Тревненскому перевалі (1190)
- Битва при Аркадіополе (1194)
- Битва при Серре (1196)
- Німецький хрестовий похід (1197—1198)
- Лівонський хрестовий похід (1198—1290)